# Jutta Kriewitz
Jutta Kriewitz (* vor 1985) ist eine deutsche Architektin und Bauhistorikerin.
Ein Jahr vor dem 1000-jährigen Jubiläum erschien ihr wichtigstes Werk im Jahr 2011: eine Veröffentlichung zur Nagelkapelle im Bamberger Dom als mittelalterlichen Versammlungsort und Begräbnisplatz des Domkapitels sowie Aufbewahrungsort des Heiligen Nagels. Anlässlich von Renovierungs- und Restaurierungsmaßnahmen hatte Jutta Kriewitz in Zusammenarbeit mit Walter Haas bereits in den Jahren 1985/1986 die Möglichkeit, diesen sakralen Bau näher zu erforschen.
Sie lebt in Berlin.

## Publikationen
- 1960 plus – ein ausgeschlagenes Erbe?, Callwey Verlag, Restauro 113. Jahrgang 2007, Forum für Restauratoren, Konservatoren und Denkmalpfleger
- Dom zu Bamberg – Bauforschung zur Nagelkapelle, Band 21 der „Veröffentlichungen des Diözesanmuseums Bamberg“ 2011 (ISBN 978-3-931432-22-5), mit einem Beitrag von Renate Baumgärtel-Fleischmann
- Ulrich Finsterwalder – Sein Lebenswerk im gesellschaftspolitischen Kontext, 2014